# Riversleigh
Riversleigh, al nord-oest de Queensland (Austràlia), és una zona de jaciments fòssils, una de les més importants d'Austràlia. La seva superfície és d'uns 100 km², i conté les restes de fòssils de mamífers antics, ocells i rèptils de l'Oligocè i del Miocè. L'any 1994, la zona va ser considerada com a Patrimoni de la Humanitat per la UNESCO i és una extensió del Parc Nacional de Boodjamulla.
Situats al nord i el sud de l'Austràlia Meridional, els llocs de Riversleigh i Naracoorte formen part dels deu dipòsits fossilífers més importants del món i il·lustren perfectament les etapes més importants de l'evolució de la fauna autòctona, única en el seu gènere.
Els fòssils de Riversleigh es troben a la roca calcària, dipositats en els fons de cursos d'aigua rics en calcària, i a les coves. L'ecosistema conté una gran variabilitat que va des d'una rica selva tropical a una prada semiàrida.
Entre les troballes del lloc destaquen, trenta-cinc fòssils de ratpenats que han estat identificats al lloc, per la qual cosa és el jaciment més ric del món en aquest grup animal. El crani i una dentadura gairebé completa de fa quinze mil anys d'un monotrema, Obdurodon dicksoni, proporciona una finestra en l'evolució d'aquest grup característicament australià. També han estat identificats els avantpassats fòssils del recentment extint Thylacinus cynocephalus, conegut com a llop de Tasmània, llop marsupial o tigre de Tasmània.

## Troballes fòssils
Mamífers
- Yalkaparidon, un estrany marsupial
- Ekaltadeta, una rata cangur carnívora
- Silvabestius, un wombat gegant
- Fangaroo, un cangur
- Wakaleo, un lleó marsupial
- Priscileo, un lleó marsupial
- Burramys, un pòssum pigmeu de muntanya
- Nimbacinus, el precursor del llop marsupial
- Obdurodon, un ornitorrinc gegant
- Brachipposideros, una espècie de ratpenat
- Nimiokoala, un koala antic
- Yarala, un bandicut
- Paljara, un petit pòssum llanós

Ocells
- Pengana, una au de presa
- Cacatua
- Menura tyawanoides, un prehistòric ocell lira
- El primer registre fòssil dels Orthonychidae (logrunner)

Rèptils
- Trilophosuchus, un cocodril
- Baru, el cocodril cap de fulla
- Montypythonoides, una serp pitó de Riversleigh
- Yurlunggur, Nanowana i Wonambi, serps extintes